# Contea di Appomattox
La contea di Appomattox (in inglese Appomattox County) è una contea dello Stato della Virginia, negli Stati Uniti. La popolazione al censimento del 2000 era di 13 705 abitanti. Il capoluogo di contea è Appomattox.